# Chevresis-Monceau
Pour les articles homonymes, voir Monceau.
Chevresis-Monceau est une commune française située dans le département de l'Aisne en région Hauts-de-France.

## Géographie

### Description
Chevresis-Monceau est un village rural de la Thiérache, dans l'Aisne, situé à 23 km au sud-est de Saint-Quentin, 22 km au nord de Laon et 26 km au sud-ouest de Vervins.
Il est desservi par la RD 967 qui le relie à Guise et à Laon, et est aisément accessible par la sortie 12 de l'Autoroute A26.

### Hydrographie
La commune est située dans le bassin Seine-Normandie. Elle est drainée par le Peron et le cours d'eau 01 de la commune de Chevresis-Monceau,,.
Le Péron, d'une longueur de 15 km, prend sa source dans la commune de Monceau-le-Neuf-et-Faucouzy et se jette  dans la Serre en limite de Nouvion-et-Catillon et de Mesbrecourt-Richecourt, après avoir traversé cinq communes.

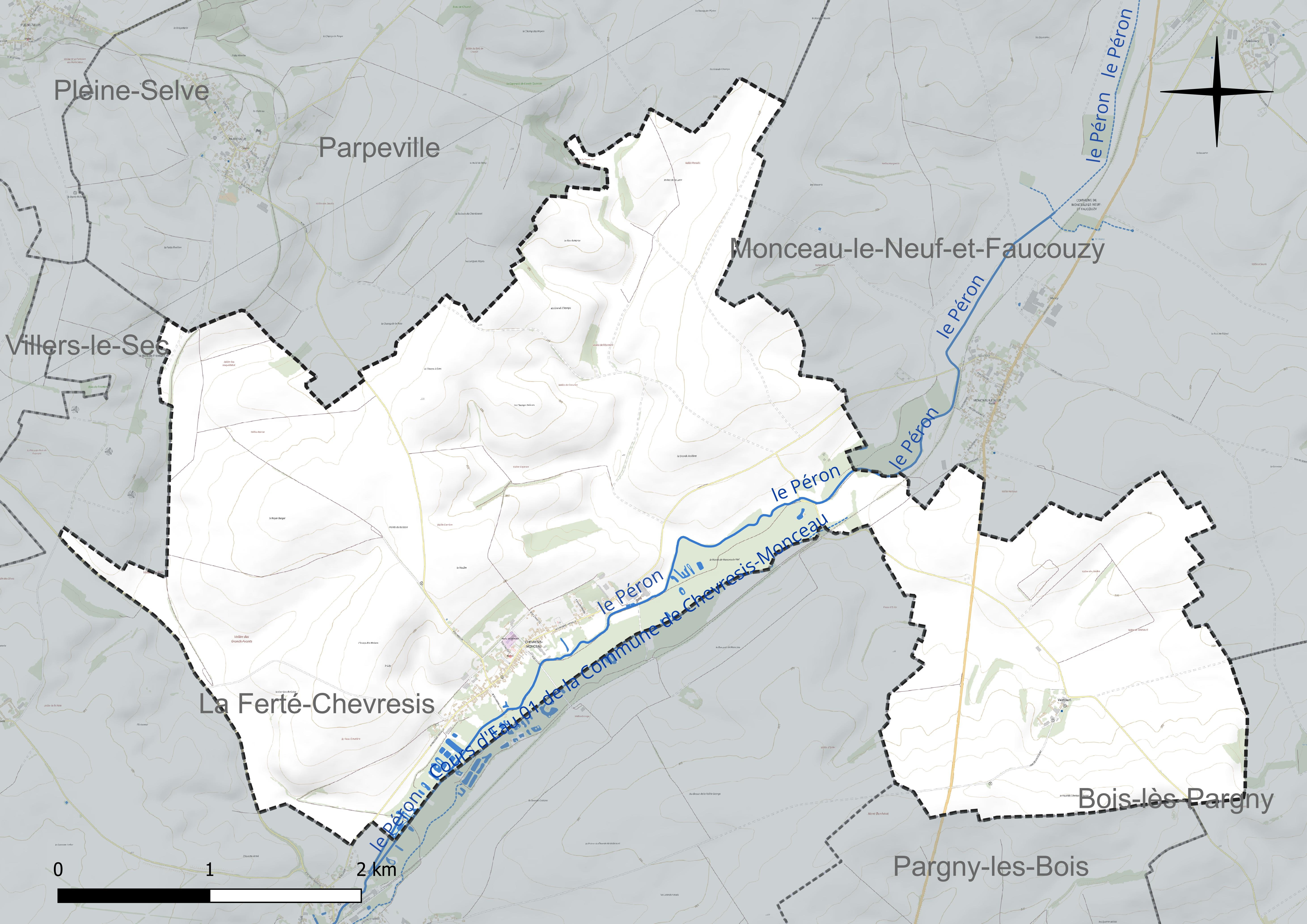
Réseau hydrographique de Chevresis-Monceau.

### Climat
Pour des articles plus généraux, voir Climat des Hauts-de-France et Climat de l'Aisne.
En 2010, le climat de la commune est de type climat océanique dégradé des plaines du Centre et du Nord, selon une étude du CNRS s'appuyant sur une série de données couvrant la période 1971-2000. En 2020, Météo-France publie une typologie des climats de la France métropolitaine dans laquelle la commune est exposée à un climat océanique altéré et est dans la région climatique Nord-est du bassin Parisien, caractérisée par un ensoleillement médiocre, une pluviométrie moyenne régulièrement répartie au cours de l'année et un hiver froid (3 °C).
Pour la période 1971-2000, la température annuelle moyenne est de 10,5 °C, avec  une amplitude thermique annuelle de 15 °C. Le cumul annuel moyen de précipitations est de 719 mm, avec 11,9 jours de précipitations en janvier et 8,8 jours en juillet. Pour la période 1991-2020 la température moyenne annuelle observée sur la station météorologique la plus proche, située sur la commune d'Aulnois-sous-Laon à 16 km à vol d'oiseau, est de 11,0 °C et le cumul annuel moyen de précipitations est de 685,6 mm,. Pour l'avenir, les paramètres climatiques de la commune estimés pour 2050 selon différents scénarios d'émission de gaz à effet de serre sont consultables sur un site dédié publié par Météo-France en novembre 2022.

## Urbanisme

### Typologie
Au 1er janvier 2024, Chevresis-Monceau est catégorisée commune rurale à habitat dispersé, selon la nouvelle grille communale de densité à 7 niveaux définie par l'Insee en 2022.
Elle est située hors unité urbaine et hors attraction des villes,.

### Occupation des sols
L'occupation des sols de la commune, telle qu'elle ressort de la base de données européenne d'occupation biophysique des sols Corine Land Cover (CLC), est marquée par l'importance des territoires agricoles (92,2 % en 2018), une proportion identique à celle de 1990 (92,2 %). La répartition détaillée en 2018 est la suivante : 
terres arables (90,1 %), forêts (5,2 %), zones urbanisées (2,7 %), zones agricoles hétérogènes (2,1 %).
L'évolution de l'occupation des sols de la commune et de ses infrastructures peut être observée sur les différentes représentations cartographiques du territoire : la carte de Cassini (XVIIIe siècle), la carte d'état-major (1820-1866) et les cartes ou photos aériennes de l'IGN pour la période actuelle (1950 à aujourd'hui).

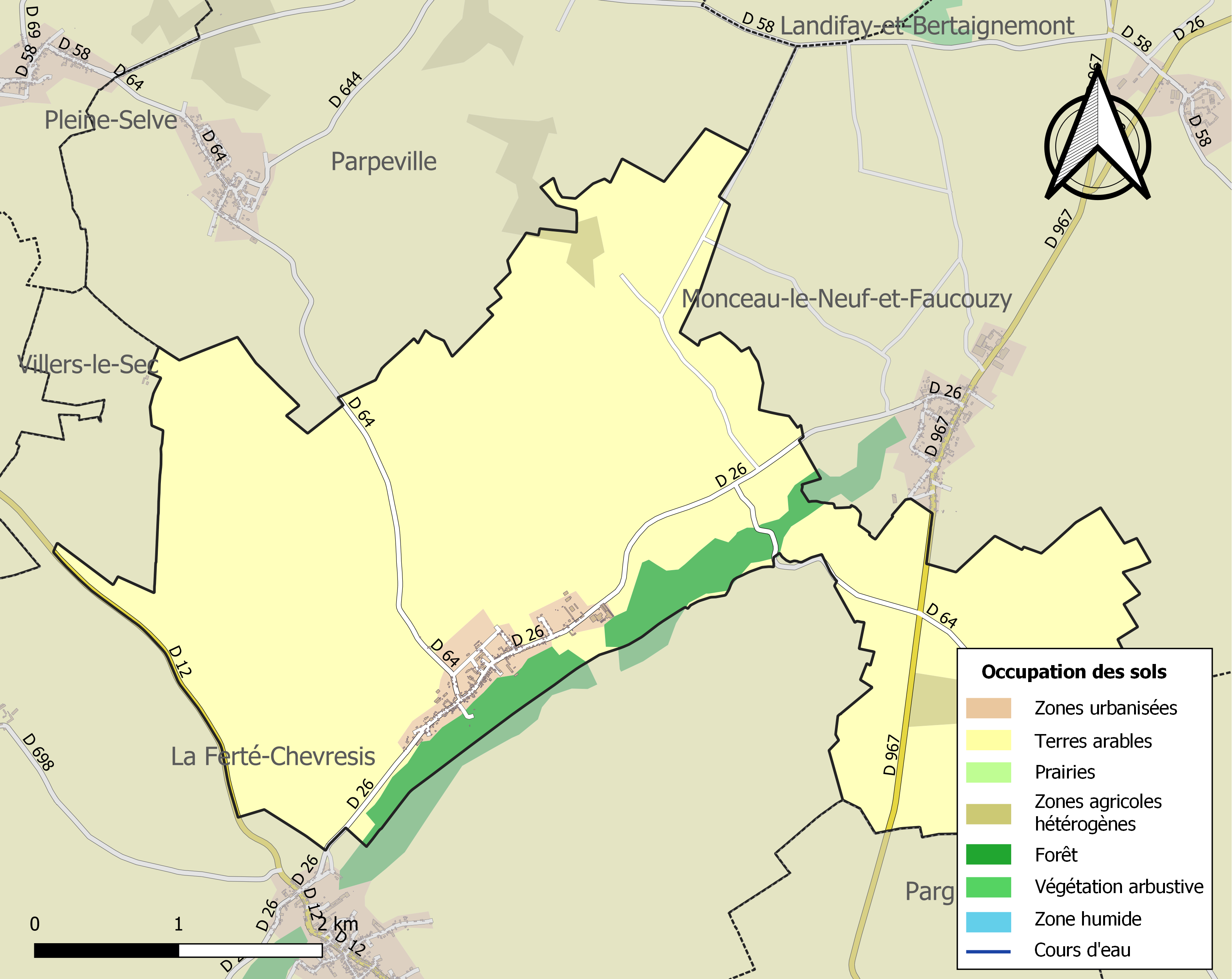
Carte des infrastructures et de l'occupation des sols de la commune en 2018 (CLC).

## Toponymie
- Chevresis : le nom du village apparaît pour la première fois en l'an 1405, sous l'appellation de Chievresiz-le-Merdeux puis Chevrezy-le-Meldeux, et Chevresis-le-Meldeux sur la carte de Cassini vers 1750[15].
- Monceau-le-Vieil était un hameau qui apparaît pour la première fois en 1083 sous l'appellation de Moncelli, puis Vetera Moncella, Monchiaux-le-Vies, Montceaulx-le-Vieil et enfin Monceaux-le-Vieux sur la carte de Cassini[16].

Monceau est une formation toponymique médiévale qui consiste en un appellatif employé de manière absolue, à savoir l'ancien français Moncel au sens de « colline », voire « élévation ». L'ancien français moncel est issu d'un hypothétique bas latin *monticellum.
Chevresis-le-Meldeux et Monceau-le-Vieux sont réunis par ordonnance royale du 2 juin 1819 sous le nom de Chevresis-Monceau.

## Histoire
|  |

Carte de Cassini

La carte de Cassini montre qu'au XVIIIE siècle, Chevresis-le-Meldeux est une paroisse avec un château sur la rive droite du ruisseau le Peron.

Au nord-est, Monceau-le-Vieux est un hameau dont Cour le Moine est une ferme qui en fait partie.
Époque contemporaine
En 1819, Chevresis-le-Meldeux absorbe Monceau-le-Vieil et prend le nom actuel de Chevresis-Monceau.
Le village est détruit en grande partie  le 31 mai 1850 par un grave incendie. Sa reconstruction est facilitée par l'action de Frédéric Viefville, notaire de Napoléon III et originaire de la commune.La municipalité, qui avait décidé la construction d'une nouvelle église en 1858, inaugure le nouvel édifice en 1862, et l'ancienne église, située dans le cimetière, est démolie quelques années après.
En 1874 est signalé l'existence de la sucrerie des établissements Viéville, Decroix et Cie, qui a contribué à la prospérité du village.
Chevresis-Monceau a été desservie par une gare sur la ligne de Laon au Cateau de 1888 à 1937, facilitant le déplacement des habitants et le transport des marchandises.
La commune a été concernée par les combats de la Première Guerre mondiale, et a été largement détruit pendant celle-ci.

### Passé ferroviaire du village
|  |  |  |  |

À partie de 1888, Chevresis-Monceau a été traversé par la ligne de chemin de fer de Laon au Cateau, qui , venant de La Ferté-Chevresis, passait au sud-est du village et se dirigeait vers Monceau-le-Neuf et Faucouzy.
 
Chaque jour, cinq trains s'arrêtaient dans chaque sens devant la gare  pour prendre les passagers qui se rendaient soit à Laon, soit à Guise.

À une époque où le chemin de fer était le moyen de déplacement le plus pratique, cette ligne connaissait un important trafic de passagers et de marchandises. 

À partir de 1950, avec l'amélioration des routes et le développement du transport automobile, le trafic ferroviaire a périclité et la ligne a été fermée vers 1970 au trafic passagers. Les derniers trains de marchandises sur le tronçon Laon - Sains-Richaumont ont cessé de circuler en juillet 2006.

Les rails sont toujours en place en 2021 et la ligne est envahie par la végétation.

## Politique et administration

### Découpage territorial
La commune de Chevresis-Monceau est membre de la communauté de communes du Val de l'Oise, un établissement public de coopération intercommunale (EPCI) à fiscalité propre créé le 1er janvier 2014 dont le siège est à Mézières-sur-Oise. Ce dernier est par ailleurs membre d'autres groupements intercommunaux.
Sur le plan administratif, elle est rattachée à l'arrondissement de Saint-Quentin, au département de l'Aisne et à la région Hauts-de-France. Sur le plan électoral, elle dépend du  canton de Ribemont pour l'élection des conseillers départementaux, depuis le redécoupage cantonal de 2014 entré en vigueur en 2015, et de la troisième circonscription de l'Aisne  pour les élections législatives, depuis le dernier découpage électoral de 2010.

### Administration municipale
| Période                                  | Période                       | Identité          | Étiquette | Qualité                                                                                   |
| ---------------------------------------- | ----------------------------- | ----------------- | --------- | ----------------------------------------------------------------------------------------- |
| Les données manquantes sont à compléter. |                               |                   |           |                                                                                           |
| mars 2001                                | 2014                          | François Brazier, |           |                                                                                           |
| 2014                                     | En cours (au 28 juillet 2020) | Sébastien Solari  | SE        | Ouvrier Vice-président de la CC du Val de l'Oise (2020 → ) Réélu pour le mandat 2020-2026 |

## Démographie
L'évolution du nombre d'habitants est connue à travers les recensements de la population effectués dans la commune depuis 1793. Pour les communes de moins de 10 000 habitants, une enquête de recensement portant sur toute la population est réalisée tous les cinq ans, les populations de référence des années intermédiaires étant quant à elles estimées par interpolation ou extrapolation. Pour la commune, le premier recensement exhaustif entrant dans le cadre du nouveau dispositif a été réalisé en 2007.

En 2022, la commune comptait 335 habitants, en évolution de −6,94 % par rapport à 2016 (Aisne : −1,97 %, France hors Mayotte : +2,11 %).
| 1793 | 1800 | 1806 | 1821 | 1831 | 1836 | 1841 | 1846 | 1851 |
| ---- | ---- | ---- | ---- | ---- | ---- | ---- | ---- | ---- |
| 189  | 218  | 245  | 259  | 416  | 413  | 425  | 446  | 454  |

| 1856 | 1861 | 1866 | 1872 | 1876 | 1881 | 1886 | 1891 | 1896 |
| ---- | ---- | ---- | ---- | ---- | ---- | ---- | ---- | ---- |
| 494  | 503  | 574  | 584  | 587  | 601  | 573  | 565  | 532  |

| 1901 | 1906 | 1911 | 1921 | 1926 | 1931 | 1936 | 1946 | 1954 |
| ---- | ---- | ---- | ---- | ---- | ---- | ---- | ---- | ---- |
| 539  | 533  | 565  | 522  | 534  | 491  | 446  | 449  | 404  |

| 1962 | 1968 | 1975 | 1982 | 1990 | 1999 | 2006 | 2007 | 2012 |
| ---- | ---- | ---- | ---- | ---- | ---- | ---- | ---- | ---- |
| 367  | 340  | 327  | 313  | 348  | 368  | 355  | 352  | 370  |

| 2017 | 2022 | - | - | - | - | - | - | - |
| ---- | ---- | - | - | - | - | - | - | - |
| 355  | 335  | - | - | - | - | - | - | - |

## Culture locale et patrimoine

### Lieux et monuments
- Église Notre-Dame de Chevresis, consacrée en 1862, dotée d'un clocher élancé. Napoléon III lui a offert un tableau, « Le Christ en croix », L'église compte également quatre  grandes compositions peintes par Georges Grandin, originaire de la commune et ancien élève de Meissonier et de Cabanel à l'École nationale des Beaux-Arts[18].
- Le château de Chevresis-Monceau - visible sur la départementale 64.
- Chapelle Saint-Frédéric, chapelle funéraire sur le cimetière, de  style  néo-byzantin comprenant un dôme ainsi qu'une magnifique rosace, et orné  de vitraux historiés sur lesquels sont  représentés  les membres de la famille Viefville, ainsi des par des peintures murales, rénovée en 2013[24],[32].
- Monument aux morts[33].
- Au cimetière, la tombe de guerre du soldat Louis Hamelin (1894-1917).
- Calvaire.

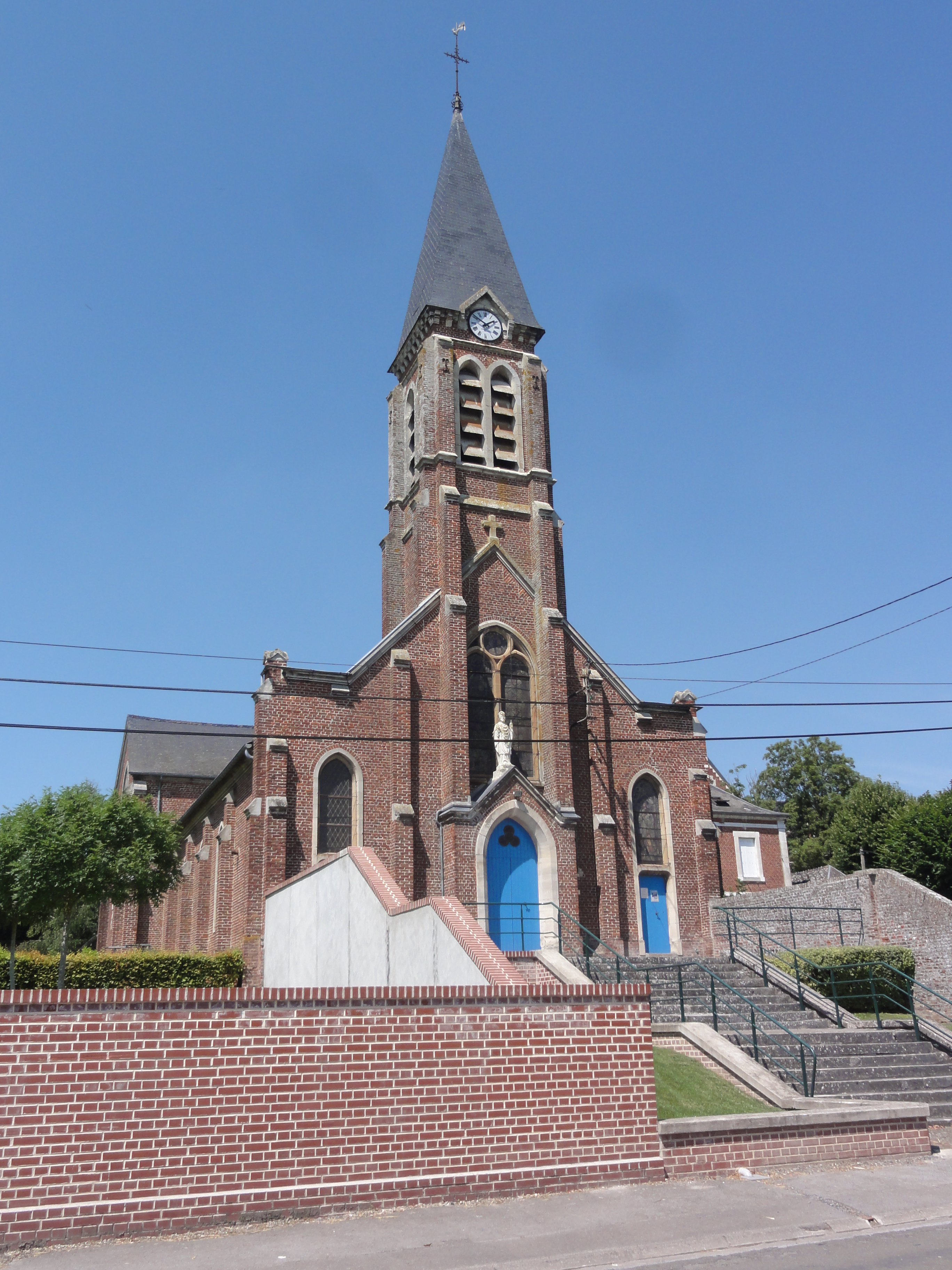
Église Notre-Dame.
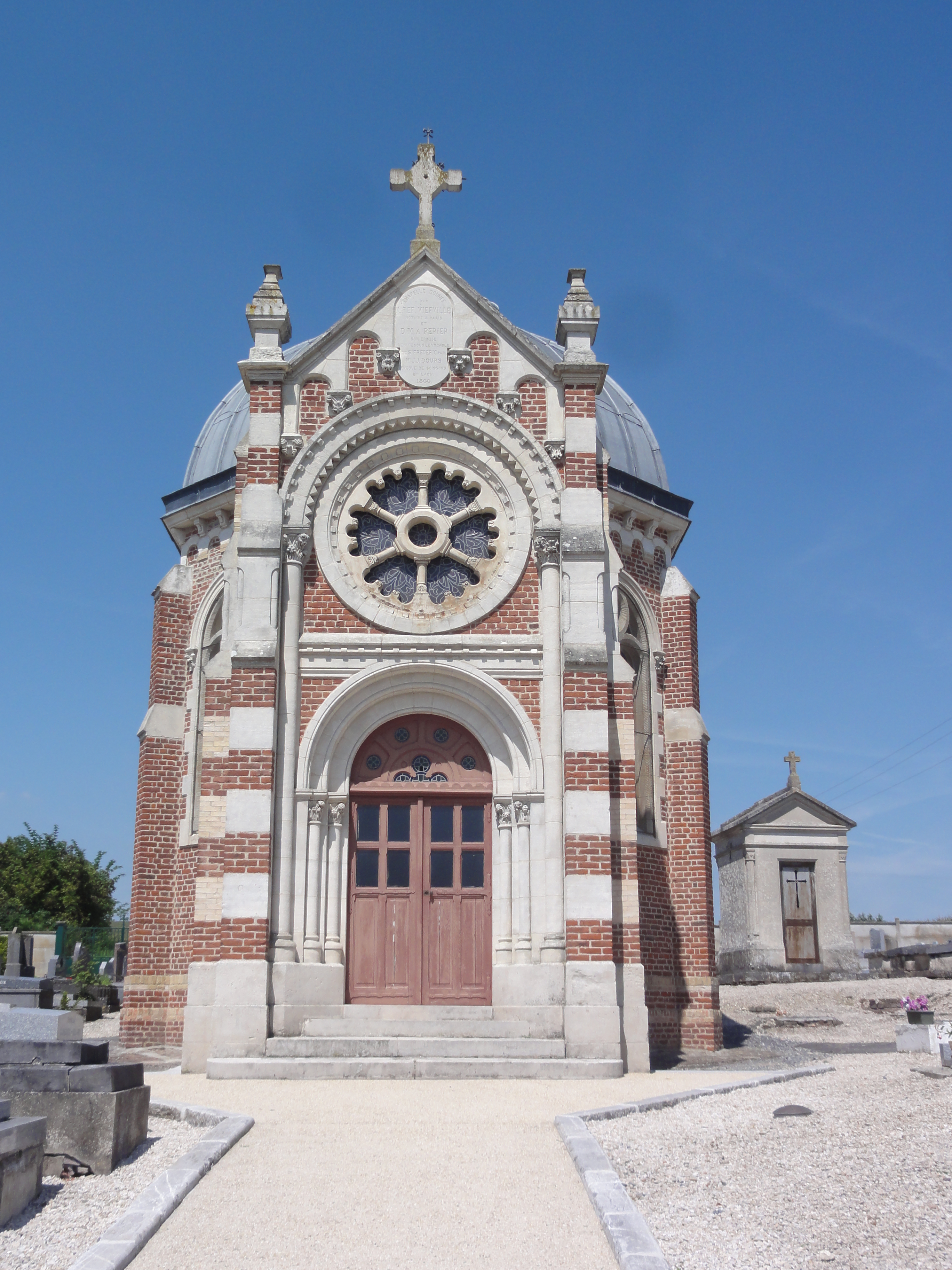
Chapelle Saint-Frédéric.
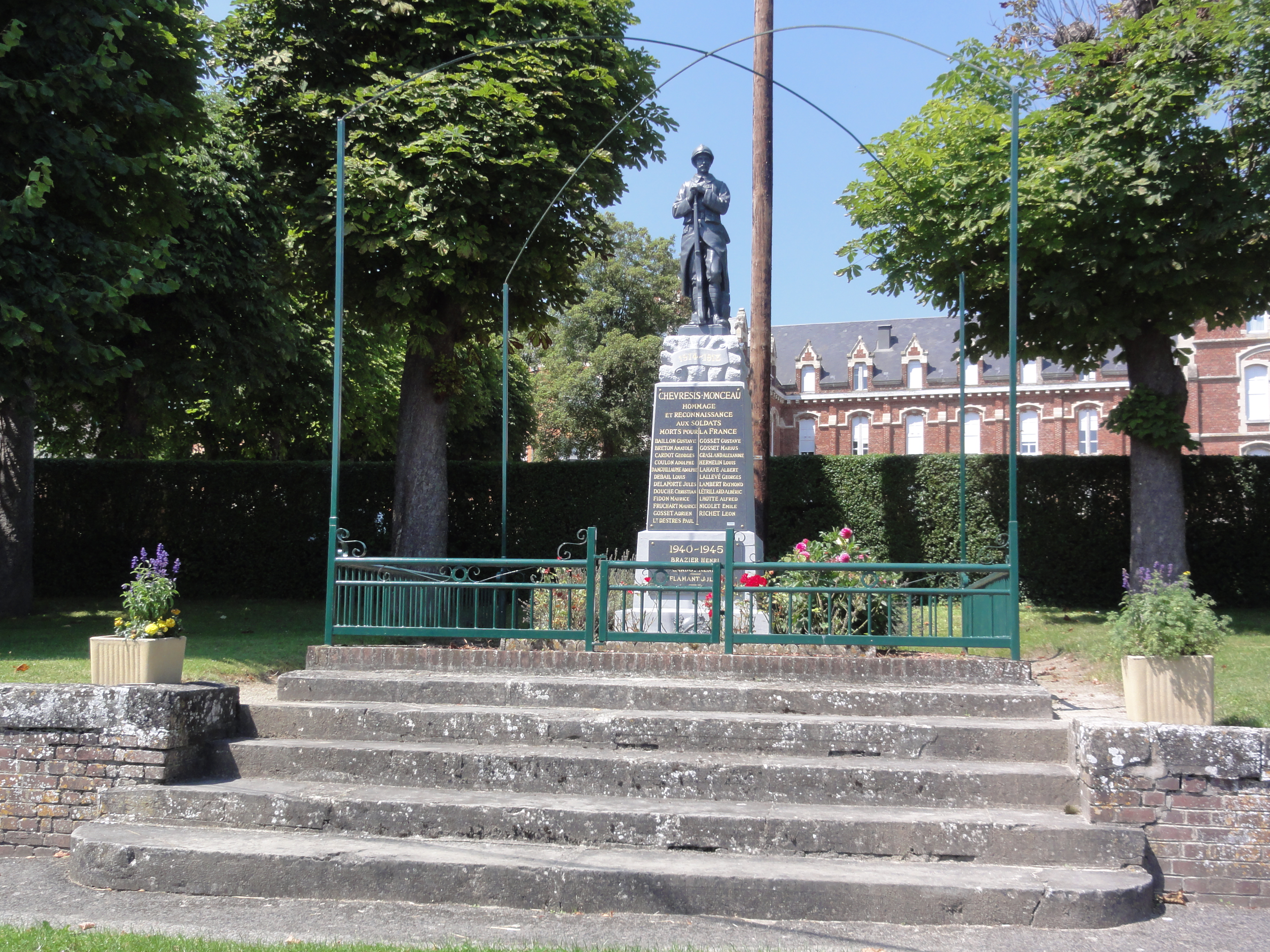
Monument aux morts.
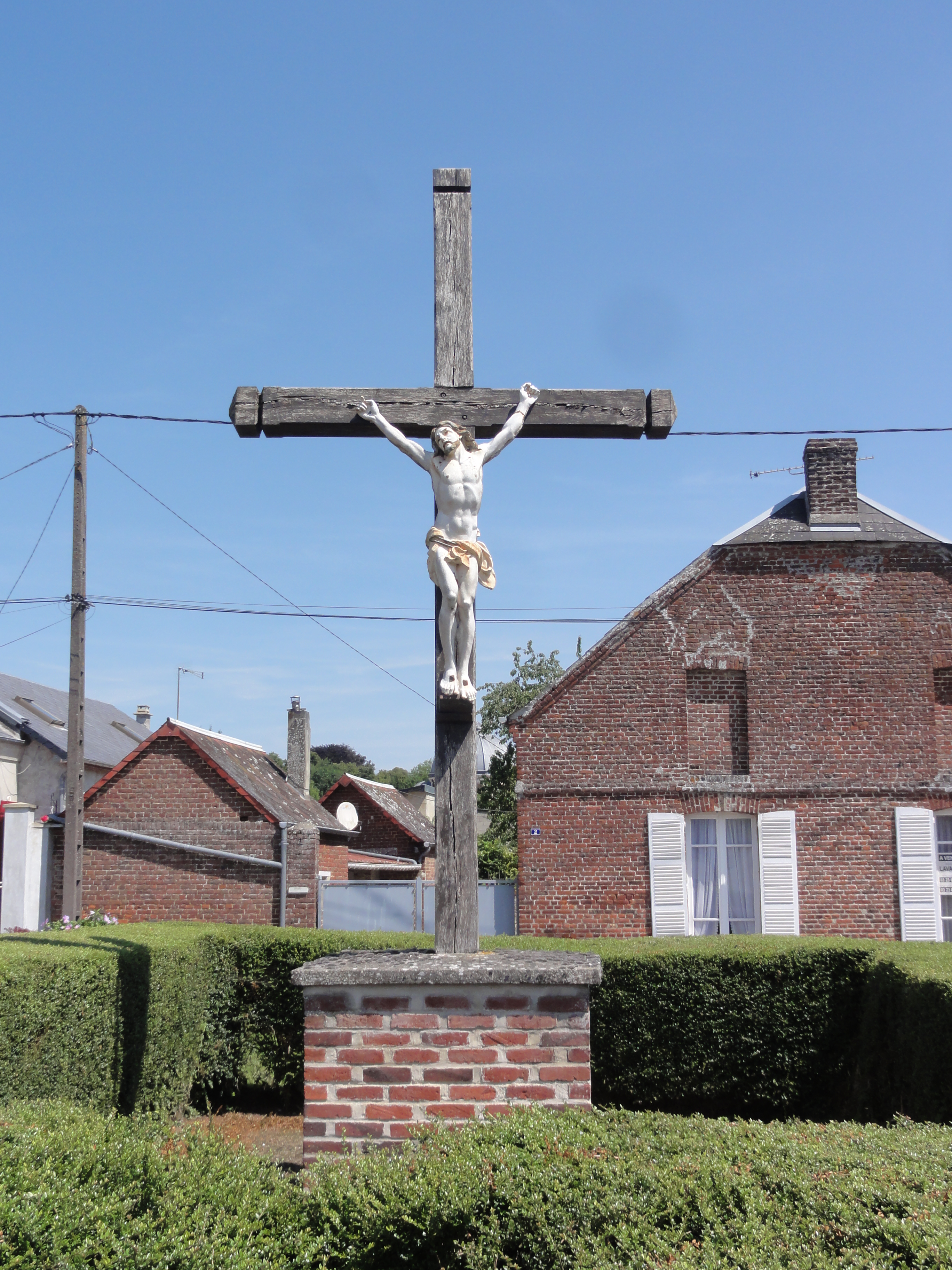
Calvaire.
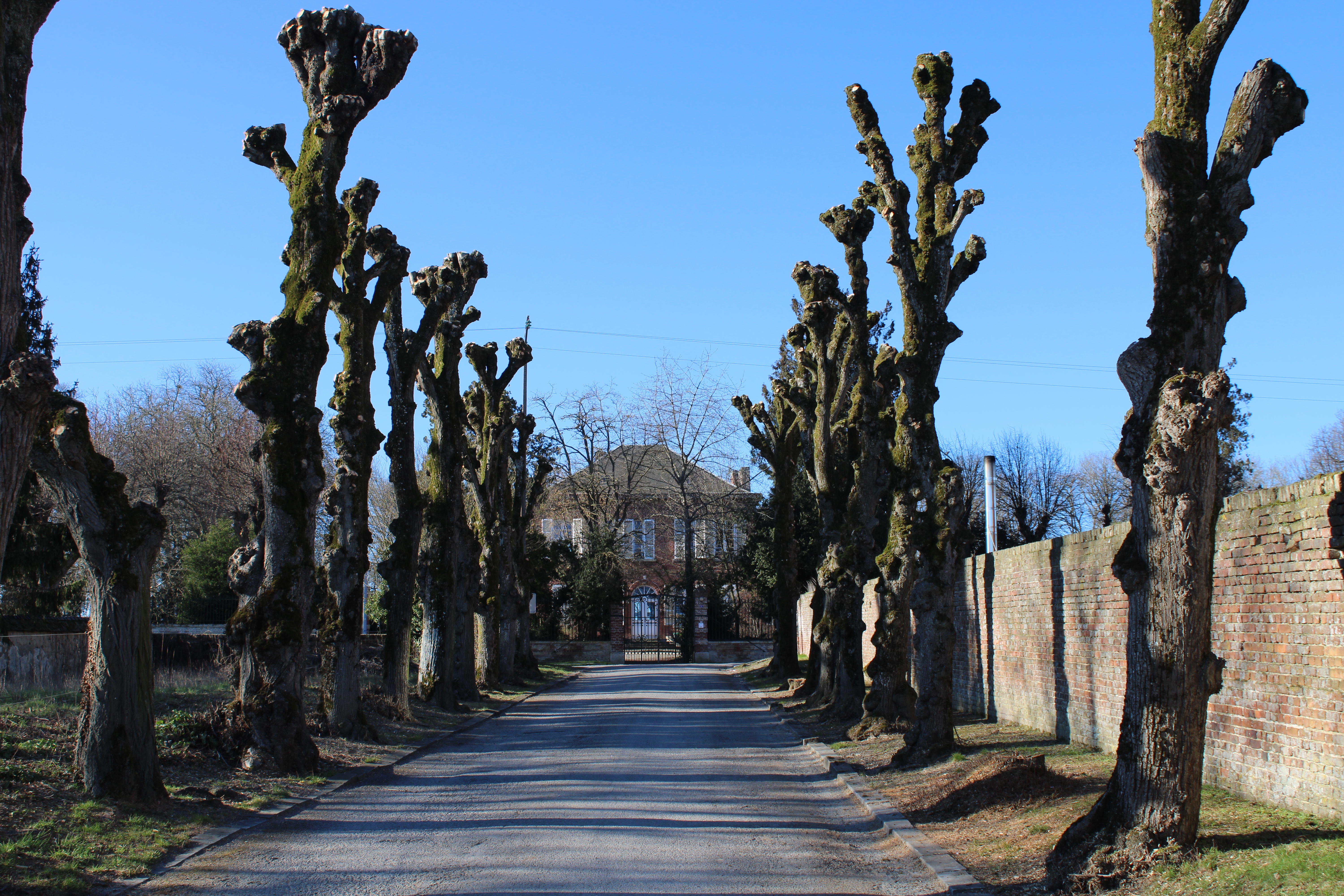
L'allée du château.

### Personnalités liées à la commune
- L'un des derniers seigneurs de Monceau-le-Vieil est « Antoine-Gabriel Demonceaux, chevalier, seigneur de Monceau-le-Vieil et le Neuf, Chevresy, Gerny, etc., comte de Saint-Lot et autres lieux », mort à Monceau-le-Vieil le 10 octobre 1712[34].
- Étienne Cardot  né le 10 novembre 1754, à Chevresis-Monceau (02), dans une humble famille d'ouvriers agricoles. Il est l'aîné de plusieurs enfants. Ses sœurs sont restées au village et s'y sont mariées.

Écolier doué, il apprend à lire et à écrire, et entre au service de Claude Nicolas Gaudry trésorier dans la Généralité de Soissons, oncle maternel de Condorcet. Celui-ci était ami de Turgot qui le fait nommer Inspecteur des Monnaies en 1775. Il logeait à l'hôtel des Monnaies au premier étage où il accueille sa mère et son oncle. Etienne Cardot le suit à Paris. Antoine Cardot frère d'Etienne vient les rejoindre et entre au service de la famille.
Étienne Cardot travaille le soir pour Condorcet qui le fait nommer commis aux écritures à l'Académie des Sciences, dont Condorcet est Secrétaire perpétuel et correspond avec l'Europe entière. Il devient ensuite chef du secrétariat de l'Académie et le reste jusqu'à sa mort en 1847.
En 1793, lors de la Terreur Condorcet est mis hors la loi et se cache chez Madame Vernet. Il part déguisé à Bourg-la-Reine et y meurt en 1794 sous le nom de Pierre Simon.
Les deux frères Cardot ont reconnu l'écriture de Condorcet et ont corrigé l'acte de décès à la mairie de  Bourg-la-Reine, devenu Bourg-Égalité.
Sophie de Grougy, veuve de Condorcet, est alors sans ressources. Elle monte une boutique de lingerie à l'enseigne « à la fidélité »près de la place Vendôme, rue Saint-Honoré, avec l'aide des Cardot.
Après la Terreur, Etienne Cardot redevient chef du secrétariat de l'Académie. À ce titre, il connait  toutes les célébrités du monde scientifique et littéraire : Antoine Lavoisier, Pierre Daunou, Pierre Jean Georges Cabanis, François Arago, Jean le Rond D'Alembert, La Fayette, Benjamin Franklin etc. En 1840, il demande sa retraite. La famille de Condorcet lui verse alors une rente. Cet homme discret, resté célibataire et travailleur acharné, est toute sa vie au service des autres.
- Frédéric Viefville, natif et bienfaiteur de la commune, est le notaire de Napoléon III. En 1850, après un terrible incendie qui réduisit en cendres plus des deux tiers du village, il fait construire à ses frais une nouvelle école, puis, en 1865, il fait don à la commune du bâtiment qui est devenu la mairie. Il a également financé la maison de retraite situé dans la rue principale. Il est enterré chapelle Saint-Frédéric[24]. Une rue de la commune porte son nom.

## Pour approfondir